# Assedio di Orbetello
L'Assedio di Orbetello è stato un evento bellico nell'ambito della Guerra dei 30 anni. Nel periodo compreso tra il 9 maggio ed il 20 luglio 1646 Orbetello fu messa sotto assedio da parte dell'esercito francese. L'assedio fallì, ma fu compensato dalla presa di Porto Longone dal 27 settembre 1646 al 15 luglio 1650. Questo episodio permise minacce dirette da parte della Francia di Giulio Mazzarino al Regno di Napoli e provocò lo sconvolgimento dell'apparato di dominio spagnolo in Italia. A seguito di questa guerra, infatti, il Viceré spagnolo fu costretto ad imporre ai napoletani forti tasse, fra cui quella sulla frutta, che dette vita ad una violenta insurrezione della popolazione, di cui fu protagonista Tommaso Aniello detto Masaniello.
Nell'ambito dell'assedio vi fu uno scontro navale, più noto come Battaglia di Orbetello, anche conosciuta come Battaglia dell'Isola del Giglio, in cui si affrontarono spagnoli e francesi.

## Le operazioni militari ad Orbetello
Il 9 maggio del 1646 una flotta costituita da 24 vascelli da combattimento, 20 galere e un centinaio di navi da trasporto, salpata il 26 aprile dai porti di Tolone e di Marsiglia, al comando dell’ammiraglio Jean Armand de Maillé, marchese di Brézé, con circa 7000 unità tra fanti e cavalieri, comparve nelle acque comprese tra le foci del torrente Osa e del fiume Ombrone.
L'armata era sotto il comando del principe Tommaso di Savoia, che si era imbarcato il 30 aprile a Vado insieme a due reggimenti di piemontesi nonché numerosi cavalieri.
A difesa dei Presidi, c'erano circa 200 uomini, di cui la metà spagnoli, sotto il comando del generale Carlo della Gatta, valente condottiero nominato dal viceré di Napoli Rodrigo Ponce de León, duca d'Arcos.
Il generale riorganizzò il sistema difensivo e, all'avvicinarsi delle forze francesi, concentrò in Orbetello tutte le risorse a disposizione mentre in Porto Ercole, per mantenere i collegamenti con Napoli, lasciò un piccolo contingente .
Il marchese di Brézé lasciò sei unità navali, tra vascelli e galere, per la conquista dei forti di Talamone e delle Saline ed inviò cinque vascelli e quattro galere a bombardare il forte di Porto Santo Stefano, dove i francesi uccisero il capitano Bartolomeo Fes, rasero al suolo il parapetto e distrussero i cannoni dei resistenti e fecero prigionieri i 40 uomini a presidio della guarnigione.
Il giorno dopo le truppe francesi comandate dal principe Tommaso sbarcarono alla foce dell'Albegna e si accamparono in località "Il Cristo", nei pressi di Orbetello.
L’esercito francese, come aveva previsto il generale Della Gatta, cinse d’assedio Orbetello. I francesi, tentarono di bloccare le comunicazioni tra Porto Ercole ed Orbetello, realizzarono un terrapieno sulla Feniglia, sul quale misero a presidio una guarnigione ed una batteria di cannoni (Forte Garnier), ed un altro a Terrarossa (Forte Reale).  Poi, per impedire soccorsi e rifornimenti agli assediati, posero un presidio sull'unico accesso in laguna, presso la Torre della Peschiera, e organizzarono il pattugliamento della laguna con una trentina di imbarcazioni. Gli assalti furono concentrati sul tratto delle mura rivolto verso terraferma.
Il viceré di Napoli, conscio della disparità di forze tra l'esercito francese e i difensori barricati in città, inviò, sotto il comando del marchese di El Viso e di Nicolò Doria, un primo nucleo di rinforzi.
Il 25 maggio una flotta di 5 galere provenienti da Napoli, 2 polacche ed altre imbarcazioni di supporto eluse la sorveglianza della flotta francese e riuscì a far sbarcare in Porto Ercole circa 700 soldati con viveri e munizionamento.
Fallì invece una seconda spedizione con 400 fanti: l'imbarcazione fu scoperta davanti a Palo, vicino Ladispoli, e affondata, mentre buona parte degli uomini imbarcati riuscì a mettersi in salvo sulla terraferma.
L'assedio, che nelle previsioni dei francesi avrebbe dovuto risolversi in pochi giorni, si rivelò inefficace per la strenua resistenza delle truppe ispanico-napoletane arroccate nelle loro posizioni fortificate.
Gli assediati, sotto la guida del generale Della Gatta, sfruttando le solide strutture difensive e con frequenti sortite notturne con lo scopo di distruggere quello che gli assedianti avevano costruito durante il giorno e gettare nello scompiglio le linee offensive, riuscirono per i mesi di maggio e giugno a respingere tutti gli assalti, impedendo ai nemici di superare il fossato difensivo che si trovava davanti alle mura della città.

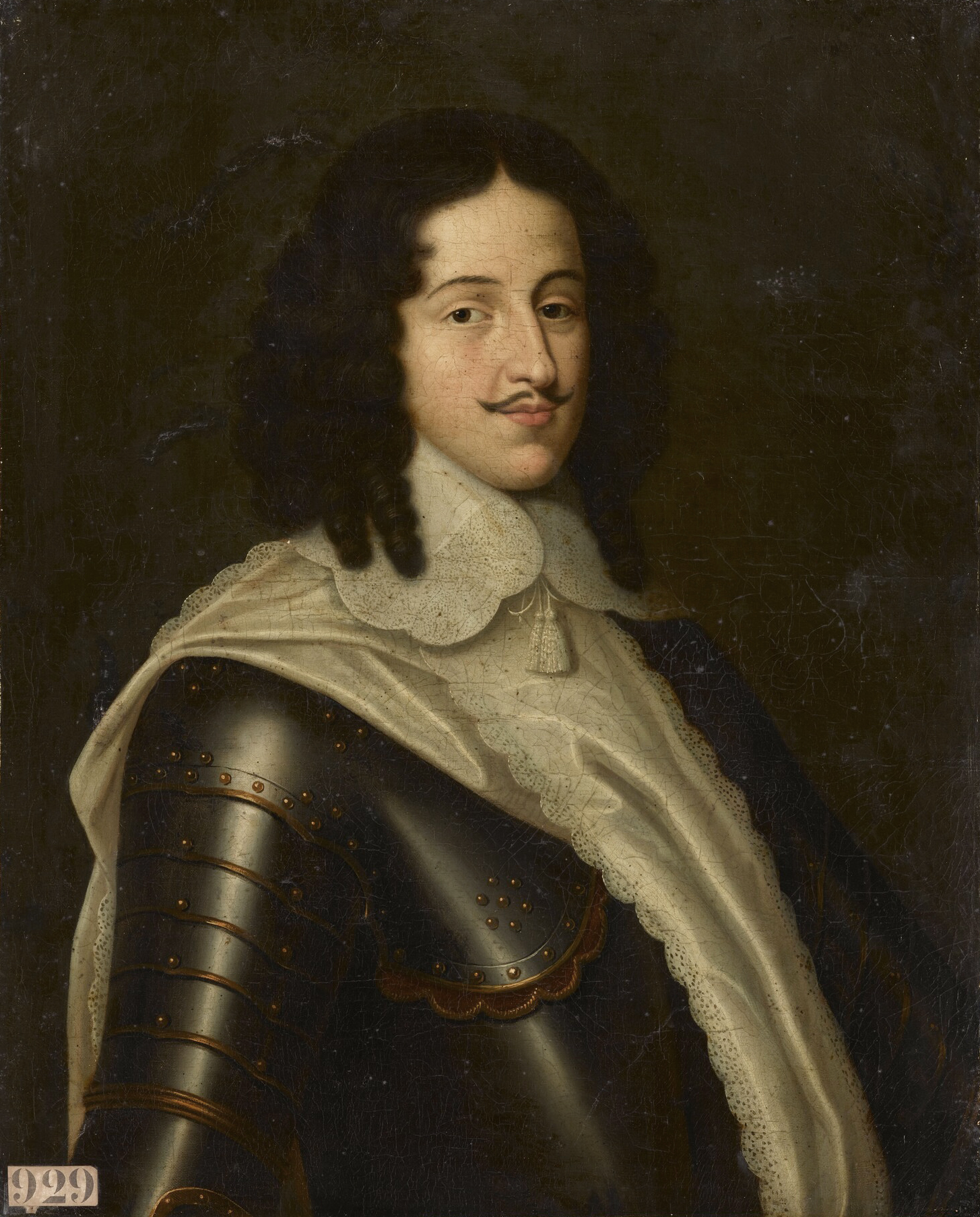
Jean Armand de Maillé (Reggia di Versailles)

Alla resistenza di Orbetello parteciparono anche gli abitanti, compreso il clero, schierando al fianco alle truppe ispanico-napoletane, secondo fonti dell'epoca, una compagnia di 350 cittadini, due compagnie di picchieri provenienti dalle località circostanti ed un gruppo di 60 frati e sacerdoti.
La notte tra il 5 e il 6 giugno i soldati spagnoli diedero fuoco alle strutture offensive realizzate dai francesi per l'assedio e nel conseguente scontro a fuoco gli assedianti, colpiti da terra e dall'alto delle mura, accusarono perdite ingenti.
Il giorno 8 giugno, grazie ad un soldato, che attraversando a nuoto la laguna, entrò in Orbetello fu recapitata una missiva del duca di Arcos a Carlo della Gatta con la quale si invitava a resistere e a non arrendersi in attesa dei rinforzi da parte dell'Armata Navale Spagnola e di un esercito che stava per partire da Napoli.
In Spagna il re Filippo IV, interessato a che i Presidi rimanessero in mano spagnola, venuto a conoscenza della presenza della flotta francese nelle acqua antistanti la Toscana e della precaria situazione di Orbetello assediata, aveva ordinato l'invio nel Mediterraneo dell'Armata dell'Oceano, di stanza a Cadice, e della Squadra di Dunkerque, per un totale di 27 vascelli, che si sarebbero riuniti alle 12 galere spagnole già presenti sul posto, con un consistente contingente di fanti e cavalieri a bordo di imbarcazioni al seguito.
Ad queste si sarebbero congiunti, al largo della Sardegna, una squadra di 18 galere di Napoli, Genova, Sicilia e Sardegna al comando del marchese di El Viso, e più tardi 8 vascelli di Napoli e 6 di Sicilia . Il comando della flotta così composta, era formalmente nelle mani del generale Francisco Díaz Pimienta, comandante dell'Armata dell'Oceano, la componente più numerosa e potente della flotta spagnola.
Le armate spagnola e francese entrarono in contatto il 13 giugno nello specchio di mare davanti all'Argentario, tuttavia, la battaglia navale vera e propria avvenne il 14 giugno.  In quella occasione perse la vita l'ammiraglio dell'Armata Francese, il ventisettenne duca di Brézé, e la flotta francese dovette ritirarsi. Ciò diede agio ai soccorsi di raggiungere gli assediati, anche se, sbarcati a più riprese a Porto Ercole, riuscirono solo in minima parte ad arrivare ad Orbetello.
Nella seconda metà del mese di giugno si verificarono vari scontri tra le truppe spagnole e quelle francesi nei pressi del Portuso, all'Ansedonia e a Terra Rossa che videro gli spagnoli subire ingenti perdite.
Il 28 giugno il generale Pimienta, su richiesta del generale Della Gatta che chiedeva un'azione diversiva contro i francesi per alleggerire la pressione su Orbetello, fece sbarcare a Cala Galera, presso Porto Ercole, i fanti dell'Armata e delle Galere e occupò due colline sovrastanti la laguna. Lo scopo era quello di creare un avamposto da cui inviare, sulle imbarcazioni, soccorso agli assediati, ma l'iniziativa non ebbe successo e la reazione dei francesi costrinse gli spagnoli a ritirarsi nel Forte Filippo.
Fallirono anche i tentativi degli spagnoli di riconquistare dal mare le fortezze di Talamone e Porto Santo Stefano, che rimasero in mano ai francesi.
Il 30 giugno, sulle Mura di Orbetello, morì combattendo, ancora diciottenne, Giuseppe della Gatta, unico figlio del generale, che fu poi sepolto nella chiesa di S. Francesco da Paola, dove ancora oggi è conservata la sua lapide.
Nella notte del 2 luglio, dopo il fallimento dell'apertura di un secondo fronte con i francesi, gli spagnoli provarono ad inviare attraverso la laguna un nucleo di uomini in soccorso agli assediati, tuttavia solo 60 dei 160 uomini inviati riuscirono a raggiungere Orbetello.
Il fallimento delle operazioni di terra da parte degli uomini dell'Armata spagnola spinse il generale Pimienta e il conte di Linhares a sospendere le attività in attesa che giungessero la cavalleria e la fanteria partite da Napoli il 15 giugno.
Sugli insuccessi spagnoli gravarono pesantemente le discordie tra i vari comandanti, in particolare tra il conte di Linhares, generale delle galere spagnole nel Mediterraneo, il marchese di El Viso, generale di quelle napoletane, e l'ammiraglio Pimienta, generale dell'Armata dell'Oceano.
Nonostante lo sbarco di nuove truppe francesi al comando dell’ammiraglio Moncada, ritornate nel mare dell'Argentario, le sorti del conflitto si ribaltarono a favore degli assediati il 10 luglio, quando arrivarono via mare a Porto Ercole i rinforzi napoletani, circa 6000 fanti al comando di Carlo Andrea Caracciolo, marchese di Torrecuso, seguiti, qualche giorno dopo, da 2000 cavalieri arrivati via terra, al comando del generale Luigi Poderico, attraverso lo Stato della Chiesa e il Ducato di Castro.
Il 16 luglio la fanteria sbarcata dall'Armata di Napoli e la cavalleria giunta via terra si ricongiunsero sul colle di Ansedonia e si misero in marcia verso Orbetello per prendere il principe Tommaso alle spalle.
Vista l'impossibilità di concludere positivamente l'assedio, il 18 luglio del 1646 il principe Tommaso di Savoia, temendo un attacco combinato del generale Della Gatta di fronte e del marchese di Torrecuso alle spalle, decise di porre fine alle ostilità e di ritornare con la sua cavalleria, via terra, in Savoia. Così rimpatriò anche la fanteria, che era rimasta alle foci dell'Albegna, abbandonando sul posto artiglieria e materiale bellico.
Il 20 di luglio gli spagnoli riconquistarono i forti delle Saline, di Talamone e di Porto Santo Stefano.
Il generale Carlo della Gatta, accolto trionfalmente a Napoli, venne ricompensato con il titolo di principe di Monasterace.
Alla popolazione di Orbetello furono inviati risarcimenti ed apprezzamenti per la fedeltà dimostrata alla Corte di Spagna.
La sconfitta francese fu accolta in Vaticano con esultanza come testimonia un diplomatico dell'epoca che scrisse: ”Il Papa, lontano dalla moderatione, ha fatto di questo successo più festa che li Spagnuoli medesimi".
Viceversa tra i seguaci francesi, inclusi i Barberini, dilagarono sconforto e delusione: ”...restando noi ancora qui abbandonati alla petulanza et alla villania de nemici".